# Ganggrab Bierberg
Das Ganggrab Bierberg ist eine megalithische Grabanlage der Jungsteinzeit, die auf dem Bierberg, südlich des Ortes Gerbitz nordöstlich von Bernburg in Sachsen-Anhalt liegt. In der Literatur wird es unter den südlichsten Großsteingräbern Mitteleuropas geführt.

## Lage
Das Ganggrab befindet sich in einer Baumgruppe auf dem Bierberg unmittelbar am Rand der Straße, die über Latdorf nach Bernburg führt. Südlich von Gerbitz, unmittelbar östlich der Straße nach Latdorf. In der näheren Umgebung gibt es mehrere weitere Großsteingräber. So befindet sich 1,8 km westlich das Großsteingrab Heringsberg bei Grimschleben, 2,8 km südöstlich das Großsteingrab Steinerne Hütte bei Latdorf, 6,3 km östlich das Großsteingrab Drosa und 7,8 km östlich das Großsteingrab Wulfen.

## Beschreibung
Das Ganggrab besteht aus behauenen Sandsteinblöcken und hat eine Länge von 6,8 m und eine äußere Breite von etwa drei Metern, bei einer Höhe von rund zwei Metern. Er gleicht den Karlsteinen von Osnabrück. Er hat elf erhaltene Trag-, vier Decksteine (zwei liegen auf) und einen kurzen westlich gelegenen lateralen Zugang aus zwei Tragsteinpaaren und einem Deckstein. Von Norden in Richtung der Längsachse gesehen wirkt der Dolmen als kompaktes, geschlossenes Steinhaus mit regelmäßiger Form. Der nördliche Deckstein ruht auf einer Seite nicht auf seinem Trägerstein, sondern wie bei den Sundermannsteinen auf einem eingeschobenen Stein. Der Name Bierberg könnte darauf verweisen, dass der Dolmen bis in geschichtliche Zeit überhügelt war. Im frühen 19. Jahrhundert wurde er ausgeplündert.
Die Großsteingräber des Saaleraumes werden der Tiefstichkeramik und der Walternienburg-Bernburger Kultur (3200–2800 v. Chr.) zugerechnet, jungsteinzeitlichen Gruppen der Trichterbecherkultur (TBK), die Dolmen errichteten. In ihrem Bereich existieren, wie ansonsten in Westeuropa, Dolmen und Menhire nebeneinander. Der nächste Menhir steht drei Kilometer entfernt auf dem Pfingstberg bei Latdorf.